# Забелин, Игорь Михайлович
И́горь Миха́йлович Забе́лин (2 ноября 1927 — 10 августа 1986) — русский писатель, физикогеограф, историк географии.

## Биография
Родился 2 ноября 1927 года в Ленинграде.
Отец — Михаил Георгиевич Забелин.
В 1944 году поступил на географический факультет МГУ и в 1948 году окончил его, кандидат географических наук.
Работал в редакции географии издательства «Большая Советская энциклопедия» (1951–59), в Институте истории естествознания и техники АН СССР (1956—1986). Участник многих научных экспедиций. Автор более 80 научных работ по широкому спектру проблем теоретического естествознания, трудов о развитии природы Земли и планет, взаимодействии природы и общества (в том числе «Мудрость географии», 1986, «Очерки истории географической мысли в СССР, 1917—1945 гг.», 1989).
Автор научно-популярных и научно-фантастических произведений. Печатался с 1952 года. Член СП СССР с 1959 года.
В научной фантастике дебютировал опубликованным на украинском языке рассказом «В погоне за ихтиозаврами» (1959) и романом «Пояс жизни» (1960), в котором интересная фантастическая идея — преобразование дикой природы Венеры путём насаждения там земной растительности, соседствует со штампами «шпионской» научной фантастики.
Написал цикл повестей об изобретении хроноскопа — устройства, с помощью которого можно восстановить прошлое по невидимым глазу материальным следам на предметах. Изобретатели хроноскопа исследуют судьбу пропавшей 40 лет назад экспедиции — в «Долине Четырёх Крестов» (1960), жизнь древнего племени коссов — в «Легендах о земляных людях» (1961), значение наскальной живописи в пещерах Сибири — в «Загадках Хаирхана» (1961).
Известен также как оригинальный философ и футуролог, развивавший идеи В. И. Вернадского и Пьера Тейяра де Шардена о ноосфере.
Произведения Забелина переведены на английский, болгарский, венгерский, грузинский, китайский, корейский, монгольский, немецкий, польский, сербско-хорватский, словацкий, французский, чешский и японский языки.
Сын: Забелин, Святослав Игоревич (р. 1950), эколог.
Похоронен на Преображенском кладбище.